# 普柳季

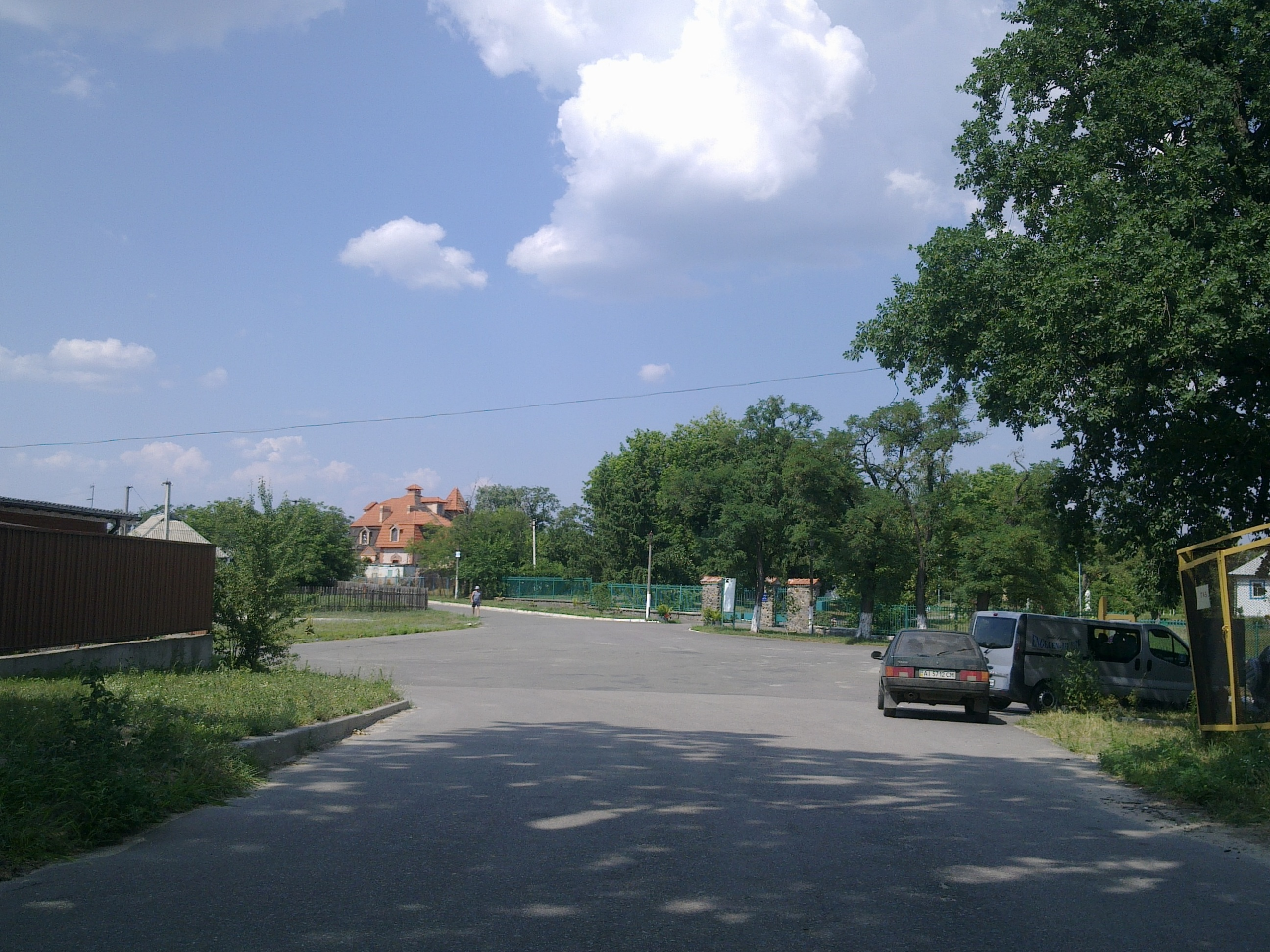

普柳季（烏克蘭語：Плюти）是位於烏克蘭北部的村莊，由基辅州奧布希夫區的烏克蘭卡市鎮負責管轄。該村始建於1650年，面積0.06平方公里，海拔高度112米，2001年人口75，人口密度每平方公里1,293.1人。